# N,N-二烯丙基二氯乙酰胺
N,N-二烯丙基二氯乙酰胺是一种有机化合物，化学式为Cl
2CHCON(CH
2C=CH
2)
2。它可由二氯乙酰氯和二烯丙基胺为原料合成得到。在氯化亚铜催化下，它可以环化，得到(3R,4R)-3-氯-4-氯甲基-1-烯丙基-2-吡咯烷酮。它是一种除草剂安全剂。